# Marek Poštulka
Marek Poštulka (* 21. června 1970 Bohumín) je český fotbalový trenér, bývalý útočník a reprezentant. Po skončení hráčské kariéry, kterou zbrzdila četná zranění, působí jako fyzioterapeut na ortopedické klinice v Petřvaldu v okrese Karviná.

## Hráčská kariéra

### Reprezentace
V československé reprezentaci debutoval 16. června 1993 v Toftiru proti domácím Faerským ostrovům a uvedl se dvěma góly. Obě utkání za Československo byla kvalifikační.
V české reprezentaci nastoupil ve dvou přátelských zápasech. V prvním z nich, hraném 25. května 1994 v Ostravě, dal gól Litvě. S reprezentačním dresem se rozloučil 26. března 1996 ve Vítkovicích proti Turecku.
Za reprezentační A-mužstvo zasáhl do 4 utkání (všechna byla vítězná), v nichž vstřelil 3 branky.
| Rok    | Zápasy | Góly | Minuty |
| ------ | ------ | ---- | ------ |
| 1993   | 2      | 2    | 99     |
| 1994   | 1      | 1    | 25     |
| 1996   | 1      | 0    | 9      |
| CELKEM | 4      | 3    | 133    |

### Klubová kariéra
Na vojně Hrál za VTJ Tábor (1989–1990), dále za Drnovice (1991–1992), Baník Ostrava (1992–1997 a 1999/00), Viktorii Žižkov (jaro 1998), FC Karviná (1998/99) a FC Vítkovice (2000–2001). V lize odehrál 116 utkání a dal 32 gólů.

### Ligová bilance
| Ročník                     | Zápasy | Góly | Minuty | Klub               |
| -------------------------- | ------ | ---- | ------ | ------------------ |
| II. liga 1990/91           | –      | –    | –      | TJ Agro Drnovice   |
| II. liga 1991/92           | –      | –    | –      | FC Gera Drnovice   |
| I. liga 1992/93            | 29     | 16   | 2 560  | FC Baník Ostrava   |
| I. liga 1993/94            | 20     | 5    | 1 669  | FC Baník Ostrava   |
| I. liga 1994/95            | 7      | 2    | 630    | FC Baník Ostrava   |
| I. liga 1995/96            | 7      | 0    | 428    | FC Baník Ostrava   |
| I. liga 1996/97            | 11     | 2    | 671    | FC Baník Ostrava   |
| I. liga 1997/98            | 6      | 1    | 309    | FC Baník Ostrava   |
| I. liga 1997/98            | 3      | 1    | 224    | FK Viktoria Žižkov |
| I. liga 1998/99            | 5      | 3    | 242    | FC Karviná         |
| I. liga 1999/00            | 28     | 2    | –      | FC Baník Ostrava   |
| II. liga 2000/01           | 23     | 8    | –      | FC Vítkovice       |
| II. liga 2001/02           | 8      | 0    | –      | FC Vítkovice       |
| CELKEM I. LIGA (1992–2000) | 116    | 32   | –      |                    |

## Trenérská kariéra
V sezoně 2016/17 vyhrál Přebor Moravskoslezského kraje s mužstvem FK Bospor Bohumín.